# Charles R. Skinner

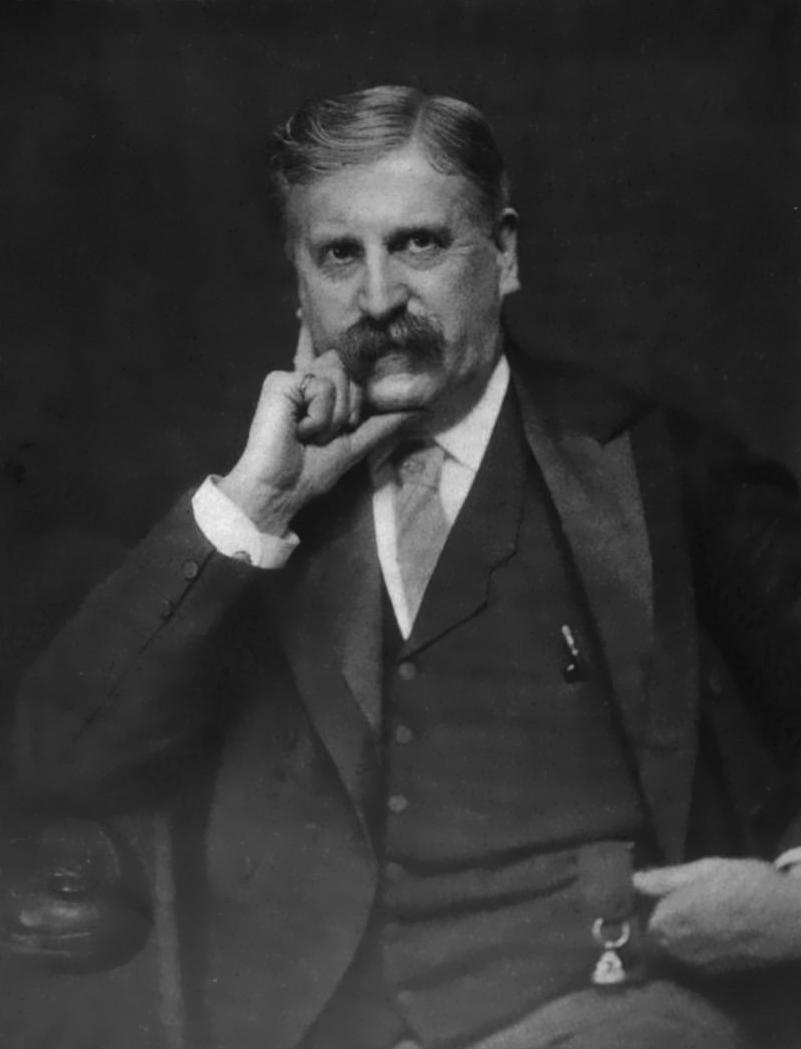
Charles R. Skinner

Charles Rufus Skinner (* 4. August 1844 in Union Square, New York; † 30. Juni 1928 in Pelham Manor, New York) war ein US-amerikanischer Politiker. Zwischen 1881 und 1885 vertrat er den Bundesstaat New York im US-Repräsentantenhaus.

## Werdegang
Charles Rufus Skinner wurde ungefähr zwei Jahre vor dem Ausbruch des Mexikanisch-Amerikanischen Krieges im Oswego County geboren. Er besuchte Gemeinschaftsschulen und das Clinton Liberal Institute. 1866 graduierte er an der Mexico Academy. Ungefähr ein Jahr zuvor war der Bürgerkrieg zu Ende gegangen. Nach seinem Abschluss unterrichtete er an Gemeinschaftsschulen. Zwischen 1870 und 1874 arbeitete er als Redakteur für die Watertown Daily Times. Dann war er zwischen 1875 und 1884 im Bildungsausschuss in Watertown tätig. Während dieser Zeit saß er zwischen 1877 und 1881 in der New York State Assembly. Politisch gehörte er der Republikanischen Partei an.
Er wurde in einer Nachwahl im 22. Wahlbezirk von New York in den 47. Kongress gewählt, um dort die Vakanz zu füllen, die durch den Rücktritt von Warner Miller entstand. Seinen Sitz im US-Repräsentantenhaus nahm er am 8. November 1881 ein. Bei den Kongresswahlen des Jahres 1882 für den 48. Kongress wurde er in das US-Repräsentantenhaus gewählt. Da er auf eine erneute Kandidatur 1884 verzichtete, schied er nach dem 3. März 1885 aus dem Kongress aus. Während seiner Kongresszeit war er 1884 Mitglied im Board of Visitors an der United States Military Academy in West Point.
Nach seiner Kongresszeit arbeitete Skinner zwischen 1885 und 1886 als Redakteur für die Watertown Daily Republican. Er war 1886 als Lokalredakteur für die Watertown Daily Times tätig. Zwischen 1886 und 1892 bekleidete er den Posten als Deputy Superintendent of Public Instruction in New York. Danach arbeitete er zwischen 1895 und 1904 als Supervisor für Lehrerausbildungsklassen und -institute sowie Superintendent im Department of Public Instruction in New York. Während dieser Zeit wählte man ihn 1897 zum Präsidenten der National Education Association. Zwischen 1906 und 1911 arbeitete er als stellvertretender Schadenssachverständiger für Handelswaren im New Yorker Hafen. Er war 1913 und 1914 Bibliothekar von der New York State Assembly und diente zwischen 1915 und 1925 als Legislative Librarian. Am 30. Juni 1928 verstarb er in Pelham Manor. Sein Leichnam wurde eingeäschert und die Asche dann auf dem Brookside Cemetery in Watertown beigesetzt.